# Kia Granbird
Der Kia Granbird ist ein Omnibus, den Kia Motors seit 2000 auf der Basis des Hino Selega produziert. Zwischen 1994 und 2000 wurde das Modell von Asia Motors als Asia Granbird hergestellt. Bis 2007 blieb das Erscheinungsbild gleich. 2007 erfolgte eine Überarbeitung, wo im Wesentlichen die Front verändert und modernisiert wurde. Der Granbird wird in der Kia Gwangju-Fabrik gefertigt, wo auch der Kia Soul, der Kia Sportage, der Kia Carens und Kias kommerzielle und militärische Lastkraftwagen produziert werden. Verkauft wird der Granbird nur in ausgewählten Märkten. 

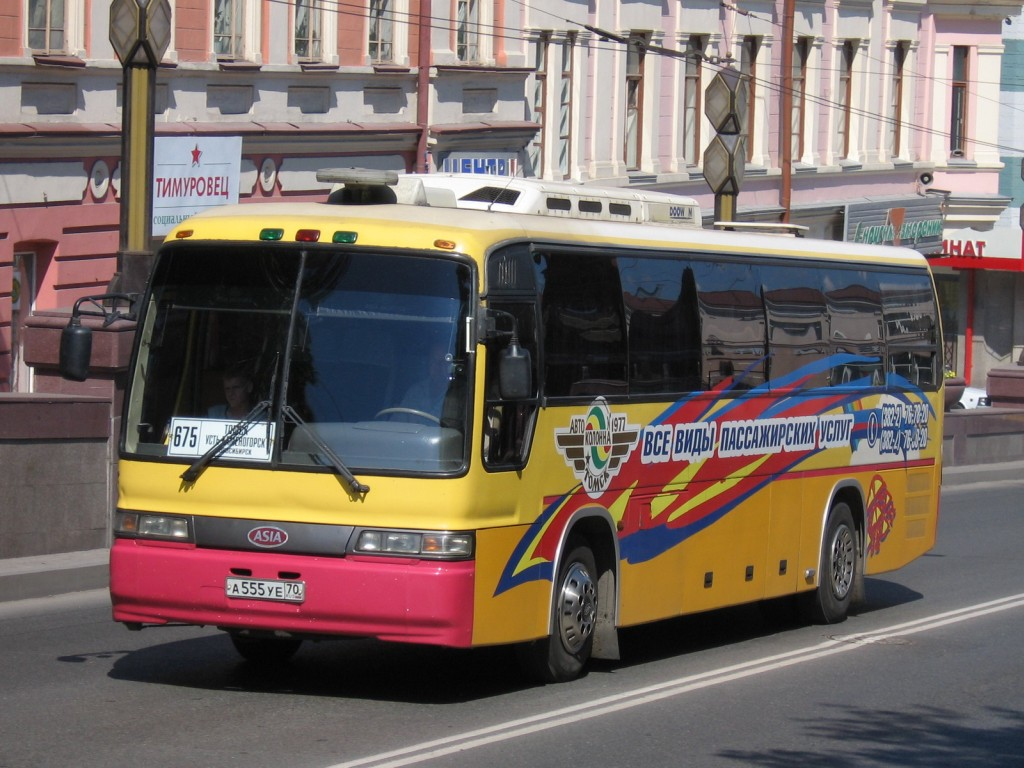
Asia Granbird 1994–2000
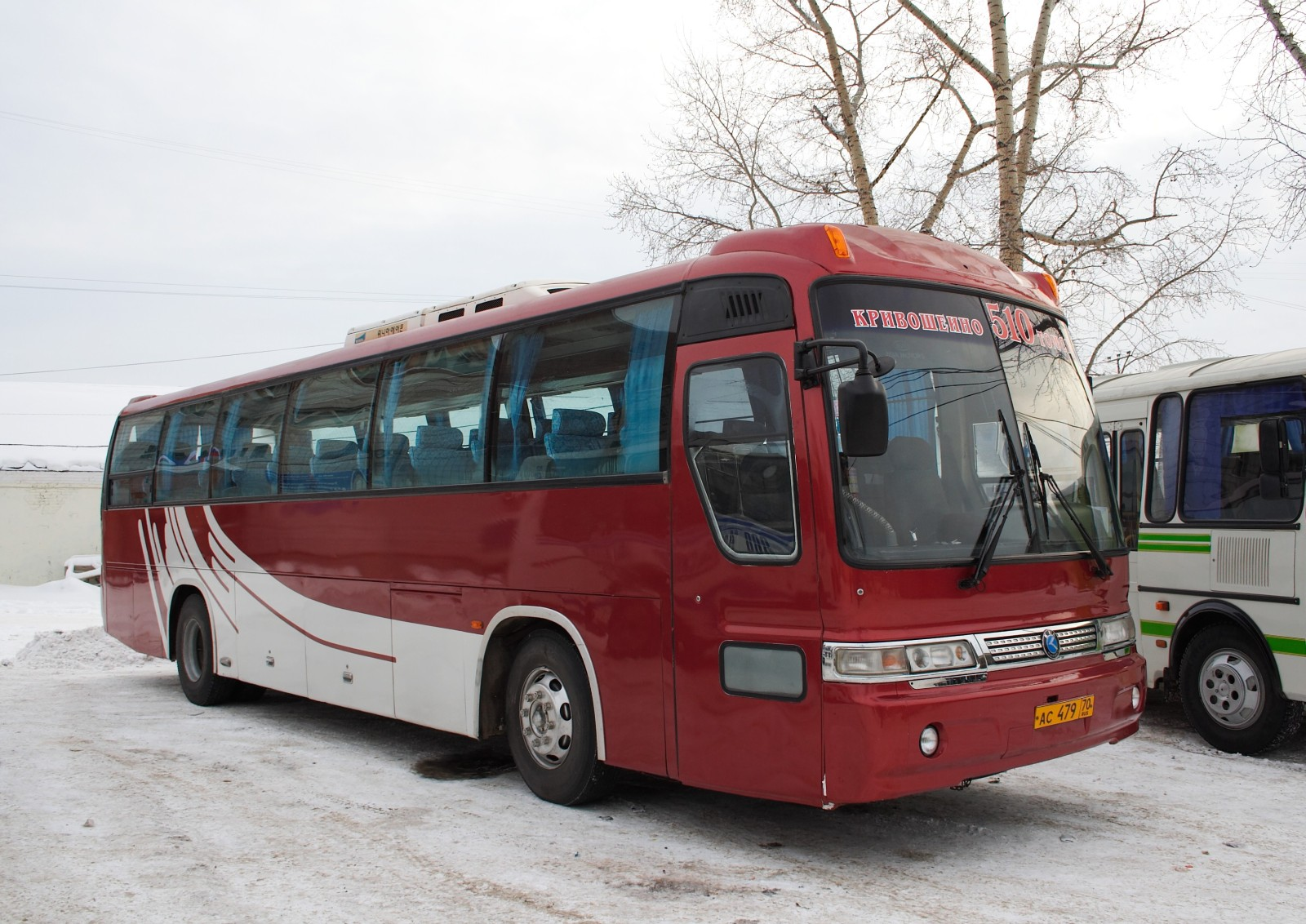
Kia Granbird 2000–2007
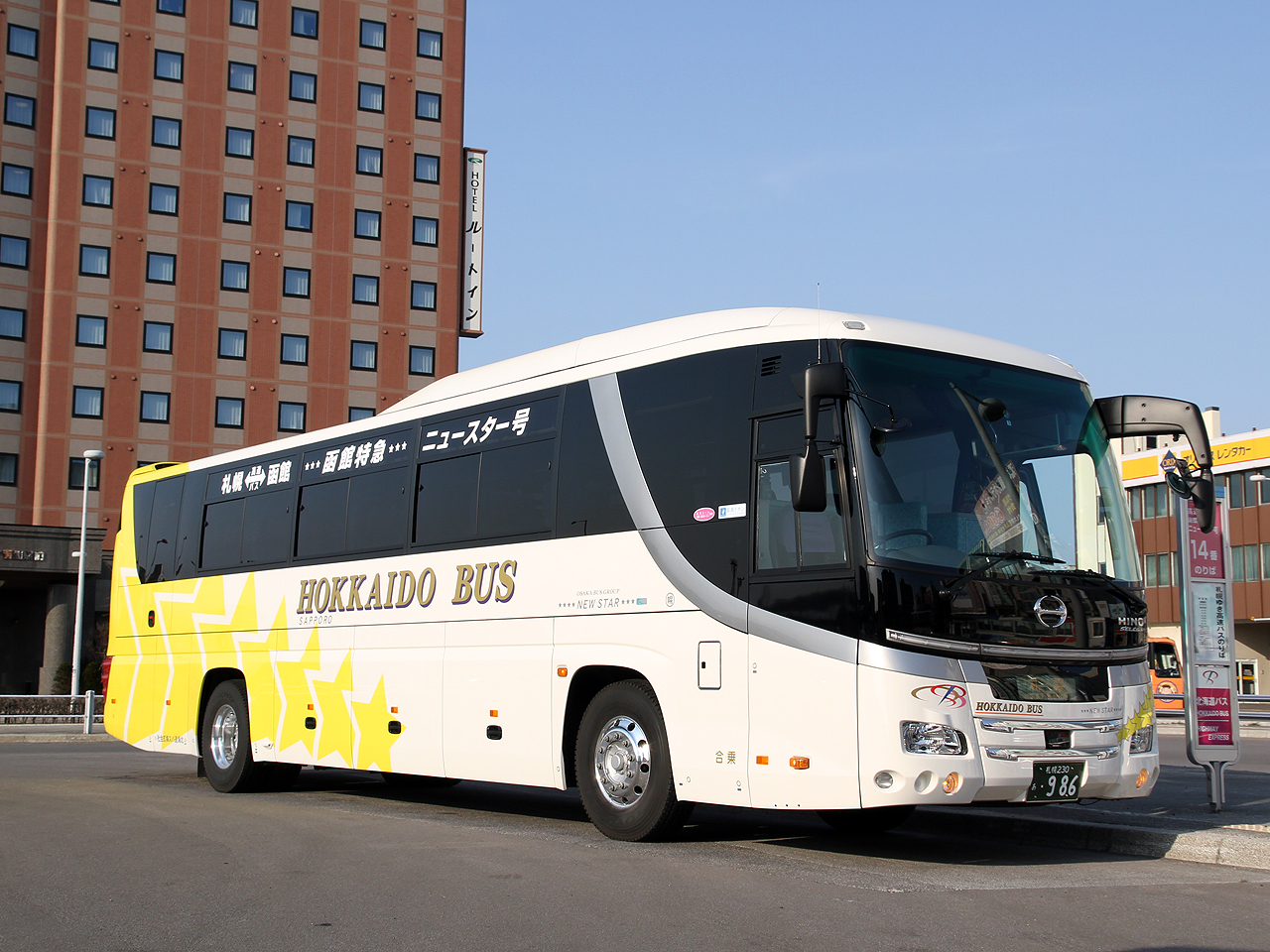
Hino Selega II (seit 2005)